# 北沢勉
北沢 勉（きたざわ つとむ 1936年 - 2000年）は、日本の写真家。群馬県出身。

## 略歴
- 土門拳に師事し、撮影技術を学ぶ
- 土門拳の「古寺巡礼」「日本風土記」撮影の助手を務める
- 土門の信頼は厚く、「筑豊のこどもたち」では、唯一のスタッフとして土門を支えた。
- 1988年、石和写真美術館設立
- 日本の風景写真の第一人者

## 主な作品
- 「漁民の手」

## 主な受賞歴
- 第11回日本写真協会新人賞